# Lágrimas de San Lorenzo (caramelo)
Las Lágrimas de San Lorenzo son una especie de caramelo saborizado con laurel que se elabora en el Monasterio de El Escorial, provincia de Madrid. Es tradición que se elaborase durante la calurosa noche del 10 de agosto el caramelo y emplearlo de esta forma como una especie de medicamento preventivo del dolor de garganta causado por la prolongada actividad de canto. Se almacenaban en cántaros de cerámica de Talavera. Es empleado el laurel en advocación de San Lorenzo (de cuyo nombre se sostiene que proviene etimológicamente del laurel). Estos caramelos, de ligero color verdoso, se comercializan en la actualidad en diversos puntos cercanos al monasterio. 